# Walter Scott Prize for Historical Fiction
De Walter Scott Prize for Historical Fiction is een Britse literaire prijs die in 2010 voor het eerst is uitgereikt. De prijs wordt jaarlijks toegekend aan de beste historische roman die het voorafgaande jaar voor het eerst is verschenen in Groot-Brittannië, Ierland of (sinds 2012) het Britse Gemenebest.
De prijs is genoemd naar de schrijver Walter Scott, wiens Waverley als de eerste historische roman wordt beschouwd. De initiatiefnemers zijn de hertog en hertogin van Buccleuch, samen met de Schotse schrijver Alistair Moffat, de directeur van het Borders Book Festival. Richard Scott, 10e hertog van Buccleuch, is een verre verwant van Walter Scott.
Een roman komt in aanmerking voor de prijs indien het verhaal zich minstens zestig jaar in het verleden afspeelt.
De winnaar ontvangt een grote geldsom van 25.000 Britse pond (de andere genomineerden krijgen elk 1.000 pond). De prijs wordt uitgereikt tijdens het Borders Book Festival dat jaarlijks in juni wordt gehouden in Melrose.
Sebastian Barry is de eerste auteur die de prijs tweemaal heeft gewonnen.

## Winnaars
| Jaar | Auteur          | Titel                       | Opmerkingen |
| ---- | --------------- | --------------------------- | --- |
| 2010 | Hilary Mantel   | Wolf Hall                   | over Thomas Cromwell (16e eeuw)                                                                                               |
| 2011 | Andrea Levy     | The Long Song               | over het leven in de suikerplantages van Jamaica in de jaren 1830                                                             |
| 2012 | Sebastian Barry | On Canaan's Side            | het levensverhaal van de Ierse Lilly Bere die in de Ierse Burgeroorlog naar Amerika vluchtte                                  |
| 2013 | Tan Twan Eng    | The garden of Evening Mists | over de Japanse bezetting van Maleisië in de Tweede Wereldoorlog en de daaropvolgende noodtoestand                            |
| 2014 | Robert Harris   | An Officer and a Spy        | over de Dreyfusaffaire (1894 e.v.)                                                                                            |
| 2015 | John Spurling   | The Ten Thousand Things     | over Wang Meng, kunstschilder in het 14e-eeuwse China                                                                         |
| 2016 | Simon Mawer     | Tightrope                   | over spionage in de Tweede Wereldoorlog                                                                                       |
| 2017 | Sebastian Barry | Days Without End            | Amerika tijdens de Amerikaans-indiaanse oorlogen en de Amerikaanse Burgeroorlog gezien door de ogen van een Ierse inwijkeling |
| 2018 | Benjamin Myers  | The Gallows Pole            | over de Cragg Vale Coiners, een bende valsemunters in het 18e-eeuwse Yorkshire                                                |
| 2019 | Robin Robertson | The Long Take               | Picador Publishers |